# Klarewo
Klarewo [klaˈrɛvɔ] (tiếng Đức: Klarashof)  là một ngôi làng ở quận hành chính của Gmina Biała Piska, thuộc huyện Piski, Warmińsko-Mazurskie, ở miền bắc Ba Lan.
Trước năm 1945, khu vực này là một phần của Đức (Đông Phổ).